# Bartolomeo Eustachi
Bartolomeo Eustachi (1500 nebo 1514, San Severino – 27. srpna 1574, Řím) byl italský lékař, který položil základy moderní evropské anatomie. Zkoumal vnitřní ucho a Eustachovu trubici (průchod spojující středoušní dutinu s nosohltanem), o jejíž funkci psal, a která dodnes nese jeho jméno. Jako první též popsal kladívko, třmínkový sval a složitou stavbu hlemýždě v uchu. V roce 1563 objevil nadledviny, velmi přesně též popsal dělohu a placentu. Jako první objevil, že zuby nejsou kosti, ale zcela autonomní orgány. Dokázal rovněž, že dětské a druhé zuby nemají žádný společný kořen, jak se dlouho předpokládalo. Připravil průlomové anatomické rytiny (1552), které však nemohly být v jeho době vydány, spis skončil v neveřejné části Vatikánské knihovny. Prvně vyšel až roku 1714 pod názvem Bartholomæi Eustachii Tabulæ Anatomicæa i s takovýmto odstupem se stal vědeckým bestsellerem. Podle některých tak evropská anatomie ztratila 150 let. Při bádání používal lupu, tkáně též hojně maceroval a preparoval. O jeho raném životě je známo málo, ví se, že jeho otec byl lékařem a zřejmě to byl on, kdo synovi zajistil vynikající vzdělání, neboť uměl perfektně řecky, hebrejsky i arabsky. Byl osobním lékařem kardinála Giulia della Rovere a také profesorem anatomie na Collegio delle Sapienze, díky čemuž získával mrtvoly k pitvání.